# Estádio Angelo Massimino
O Estádio Angelo Massimino (previamente conhecido como Stadio Cibali) é um estádio multi-uso localizado em Catania, Itália. Ele é atualmente mais usado para partidas de futebol, é a casa do Calcio Catania.O estádio foi construído em 1937 e tem capacidade para 23.420 espectadores.